# Jan Cornelis Adriaan Faber
Jan Cornelis Adriaan Faber (Katwijk, 29 augustus 1908 – Seillans (Frankrijk), 16 oktober 1958) was een Nederlands KNIL-officier bij onder meer het Korps Speciale Troepen op Celebes en ridder der 4e klasse der Militaire Willems-Orde. Hij verliet de dienst als luitenant-kolonel.

## Loopbaan
Faber volgde een opleiding tot officier aan de Koninklijke Militaire Academie te Breda. Bij Gouvernements Besluit van 31 juli 1932 werd hij benoemd tot tweede luitenant bij het wapen der Infanterie KNIL. Op 25 augustus 1947 bij Koninklijk Besluit no. 25 tot Ridder der 4e klasse der Militaire Willems-Orde benoemd wegens:
Kapitein Faber zich als Commandant van de 1e Europese Compagnie van het 5e Bataljon Infanterie in de strijd heeft onderscheiden door uitstekende daden van moed, beleid en trouw in de gevechten tegen de Japanners van 2 tot 6 maart 1942 ten noorden van Bandoeng. In het bijzonder door in de morgen van 6 maart drie kort op elkaar volgende aanvallen van sterke Japanse eenheden, die tegenover de Tjiaterstelling waren doorgedrongen, af te slaan, waarbij hij onvermoeid zijn troep aanspoorde tot het uiterste te blijven standhouden. Met zijn compagnie bood hij hardnekkig tegenstand toen zijn linkervleugelsectie door het terugwijken van nevenonderdelen werd omtrokken en daardoor afgesneden tot overgave werd gedwongen, terwijl zijn rechtervleugel, waar eveneens de nevenafdelingen waren teruggetrokken, in flank en rug werden beschoten. Zelfs toen hij, aan alle zijden ingesloten zijnde en wegens gebrek aan daartoe geschikte afweermiddelen, machteloos stond tegenover drie vijandelijke pantserwagens, wilde hij van geen overgave weten en verliet hij, zich met de rest zijner compagnie al vechtende sprongsgewijs tussen de vijandelijke tanks een weg banende, als laatste de stelling. Tenslotte heeft zijn compagnie, welke zeer zware verliezen en gesneuvelden en gewonden had geleden, op zeer beleidvolle en moedige wijze door het zware bergterrein met gewonden naar Bandoeng terug gevoerd.
Bij Koninklijk Besluit van 25 juni 1953 no.7 werd Faber benoemd tot luitenant-kolonel bij het wapen der Infanterie. Op 1 januari 1956 kreeg hij eervol ontslag uit de militaire dienst.

## Nasleep
In 1999 beschreef de luitenant-kolonel b.d. Bert Schüssler in zijn memoires (met een voorwoord van Prins Bernhard) hoe hij samen met Faber diende in het Korps Speciale Troepen van Raymond Westerling op Celebes. Kapitein Faber, tweede luitenant Schüssler en sergeant Vermeer zouden op Celebes een krijgsgevangen Koreaan in koelen bloede hebben doodgeschoten. In het boek wordt Faber geciteerd met de woorden:
Op onze acties worden krijgsgevangenen gemaakt. Als ze in onze handen vallen, wacht ze een keiharde ondervraging. We bevelen hen bijvoorbeeld een plank met lange spijkers boven het hoofd te houden. Daar wordt een kei bovenop gelegd. Dat houdt geen mens lang vol, dus de man heeft de keuze tussen praten en praten. Althans, als hij liever geen spijker in zijn schedeldak wil voelen.
Het optreden van Raymond Westerling en zijn troepen was en is zeer omstreden geweest. In 1999 heeft het Openbaar Ministerie in Assen onderzocht of er strafbare en vervolgbare daden zijn gepleegd.